# 奥洛穆茨东正教堂

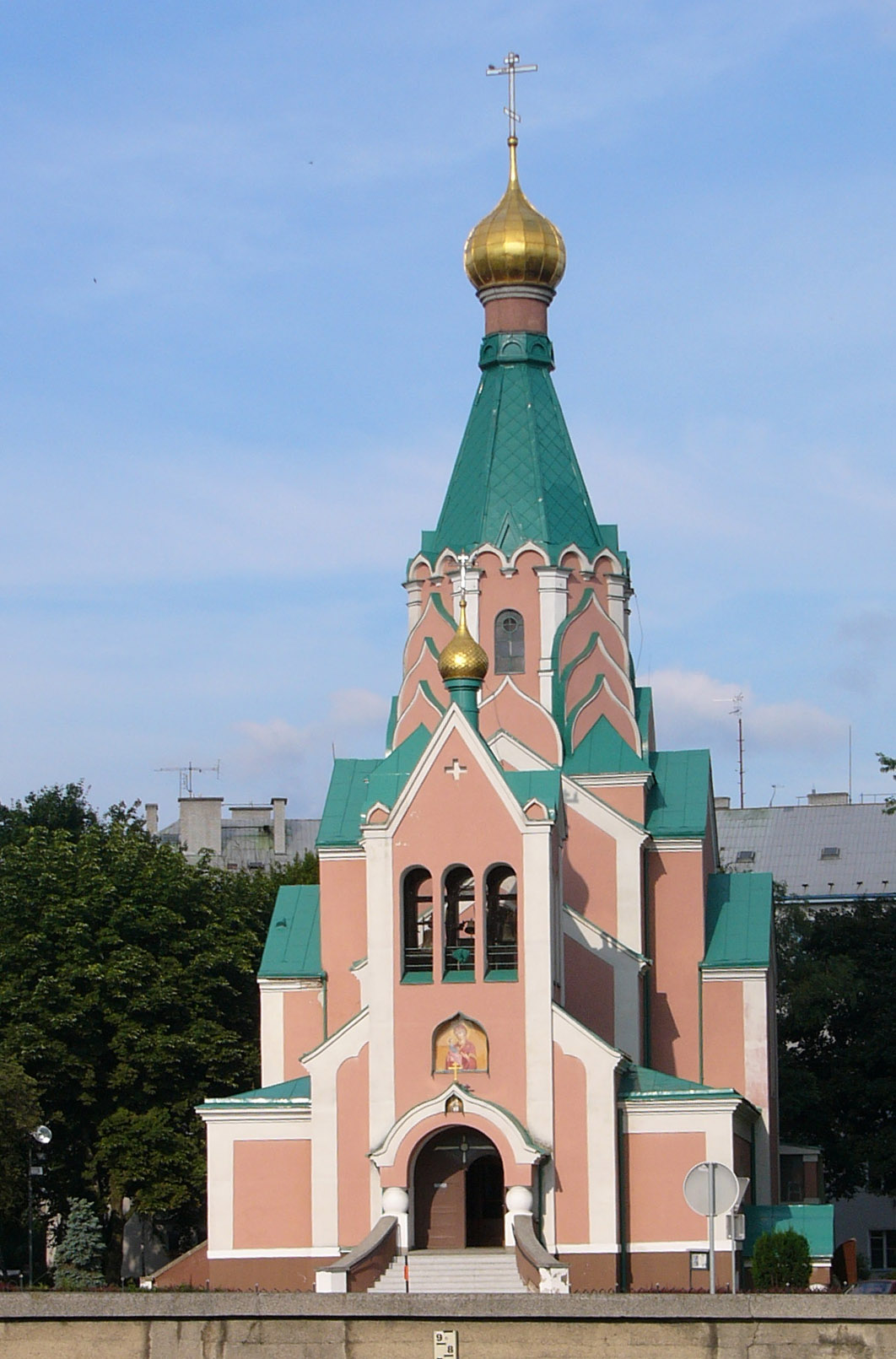
奥洛穆茨东正教堂

奥洛穆茨东正教堂（捷克语：Kostel svatého Gorazda）是捷克共和国摩拉维亚城市奥洛穆茨的东正教教堂。兴建于1939年，俄罗斯风格，设计师是弗谢沃洛德Kolomacký 。1942年秋季到1945年5月教堂关闭，改为仓库。1950年教堂成为奥洛穆茨-布尔诺教区总堂。
49°35′52″N 17°16′08″E / 49.59778°N 17.26889°E